# Сражение у Негапатама (1758)
Сражение у Негапатама — морское сражение между французским и британским флотами в рамках Семилетней войны 3 августа 1758 года у карнатского побережья близ Негапатама.
27 июля 1758 года 7 линкоров Джорджа Покока подошли к Пондичерри, где стояли на якоре 9 линкоров адмирала д`Аше во главе с флагманом Зодиак (74 орудий). Французы немедленно вышли из гавани и маневрировали в течение нескольких дней, чтобы получить преимущество ветра. Аше, как и в предыдущем сражении у Куддалора, имел больше кораблей, чем его соперник, но почти все они, кроме флагмана, были вооруженными торговыми кораблями Ост-Индской компании, а потому были менее эффективны, чем военные корабли британского флота.
Обе эскадры столкнулись 3 августа в окрестностях Негапатама. Бой получился кратким, но интенсивным. Аше потерял преимущество ветра и попал под английский огонь, нанесший значительный ущерб его кораблям. Линкор Comte de Provence (74 орудий), разрушенный в результате пожара, едва избежал захвата. Зодиак (74) загорелся и мог взорваться. Аше был вынужден отдать приказ отступить. Англичане, также серьёзно пострадавшие в бою, не смогли организовать преследование.
Сражение не привело к значимым последствиям: ни один корабль не был потоплен или сожжен, но человеческие потери с обеих сторон были существенными. Аше вновь получил серьёзное ранение и вскоре был отправлен на лечение в Иль-де-Франс на зимний период. Обе эскадры встретились в третий и последний раз чуть больше года спустя, 10 сентября 1759 года, в битве при Пондичерри.